# Butch Vig
Butch Vig (właśc. Brian Vigorson, ur. 2 sierpnia 1955 w Viroqua, Wisconsin) – muzyk amerykański.
Jego matka była nauczycielką muzyki, a ojciec lekarzem. Już jako dziecko uczył się gry na fortepianie. Mimo to w latach 80. rozpoczął studia medyczne, aby zaraz potem przenieść się na studia filmowe. Podczas tej nauki po raz pierwszy zaczął działać w zespole muzycznym Johnny Gearhead and The Wasted Kilowatts pod pseudonimem Frank Gearhead.
Później działał w takich zespołach jak The Schichts, Eclipse, First Person, Raisins, The Vomit Raisins, Fire Town, Spooner, Rectal Drip, Know-It-All Boyfriends i, ostatecznie, Garbage. 
Ceniony jest także jako producent płyt, głównie dzięki sukcesowi albumu Nevermind Nirvany.
Pracował również wraz z zespołem Green Day nad albumem 21st Century Breakdown. Dla zespołu Depeche Mode stworzył także rockową wersję piosenki In Your Room z albumu Songs of Faith and Devotion (ta wersja znalazła się na zremasterowanej wersji albumu oraz została wydana jako ostatni singel z albumu). Dla zespołu House of Pain stworzył remix utworu "Shamrocks and Shenanigans", w dużo cięższym, rockowym klimacie niż oryginalna wersja.

## Filmografia
- Sound City (jako on sam, 2013, film dokumentalny, reżyseria: Dave Grohl)[1]